# Nantes International 2023
Die Nantes International 2023 im Badminton fanden vom 15. bis zum 18. Juni 2023 in Rezé statt. Es war die zweite Auflage der Turnierserie.

## Medaillengewinner
| Disziplin    | Gold                             | Silber                                        | Bronze                                      |
| ------------ | -------------------------------- | --------------------------------------------- | ------------------------------------------- |
| Herreneinzel | Arnaud Merklé                    | Jason Christ Alexander                        | Collins Valentine Filimon                   |
| Herreneinzel | Arnaud Merklé                    | Jason Christ Alexander                        | Sameer Verma                                |
| Dameneinzel  | Komang Ayu Cahya Dewi            | Liang Ting-yu                                 | Aditi Bhatt                                 |
| Dameneinzel  | Komang Ayu Cahya Dewi            | Liang Ting-yu                                 | Kaloyana Nalbantova                         |
| Herrendoppel | Junaidi Arif Yap Roy King        | Muh Putra Erwiansyah Patra Harapan Rindorindo | Muhammad Rayhan Nur Fadillah Rahmat Hidayat |
| Herrendoppel | Junaidi Arif Yap Roy King        | Muh Putra Erwiansyah Patra Harapan Rindorindo | Lu Ming-che Tang Kai-wei                    |
| Damendoppel  | Tanisha Crasto Ashwini Ponnappa  | Hung En-tzu Lin Yu-pei                        | Hsieh Pei-shan Tseng Yu-chi                 |
| Damendoppel  | Tanisha Crasto Ashwini Ponnappa  | Hung En-tzu Lin Yu-pei                        | Paula Cao Hok Lauren Lam                    |
| Mixed        | Mads Vestergaard Christine Busch | K. Sai Pratheek Tanisha Crasto                | Jesper Toft Clara Graversen                 |
| Mixed        | Mads Vestergaard Christine Busch | K. Sai Pratheek Tanisha Crasto                | Yap Roy King Valeree Siow                   |